# Saint-Raphaël, Var
Saint-Raphaël este o comună în departamentul Var din sud-estul Franței. În 2009 avea o populație de 34.269 de locuitori.
Saint-Raphaël este un oraș în Franța, în departamentul Var, în regiunea Provence-Alpi-Coasta de Azur.

## Evoluția populației
| An        | 1975   | 1982   | 1990   | 1999   | 2006   | 2009   |
| --------- | ------ | ------ | ------ | ------ | ------ | ------ |
| Populație | 21.080 | 24.118 | 26.616 | 30.671 | 33.804 | 34.269 |